# 553
553 (DLIII) je bilo navadno leto, ki se je po julijanskem koledarju začelo na sredo.

## Dogodki
- bizantinski vojskovodja Narzes podredi Rim Bizancu.

## Smrti
- Gelimer,  kralj Vandalov in Alanov (* 480)
- Isik kagan, drugi kagan Turškega kaganata (* ni znano)